# 貝雷茲尼基 (外喀爾巴阡州)
48°30′39″N 23°13′20″E / 48.51083°N 23.22222°E
貝雷茲尼基（羅馬化：Bereznyky）是烏克蘭西部外喀爾巴阡州穆卡切沃區的村莊，始建於1657年，面積3.74平方公里，海拔高度307米。